# Léon Thienpont
Léon Louis Camille Jean Thienpont (Meulebeke, 16 april 1879 - Oudenaarde, 28 mei 1959) was een Belgisch politicus, die onder meer burgemeester en senator was voor de Katholieke Partij.

## Levensloop
Léon Thienpont was ingenieur van kunsten en fabriekswezen (ingénieur des arts et des manufactures) en was industrieel. 
Hij werd gemeenteraadslid (vanaf  1911), schepen (1921-1922) en burgemeester (1922-1959) in Oudenaarde. Hij werd provinciaal senator voor Oost-Vlaanderen (1927-1932), rechtstreeks verkozen senator voor het arrondissement Oudenaarde-Aalst (1932-1936) en opnieuw provinciaal senator (1936-1939), voor de Katholieke Partij. 
Hij was een van de stichters van het Verbond van Katholieke Werkgevers in 1933.
Een stadion werd naar hem vernoemd.